# Barry White (basket-ball)
Pour les articles homonymes, voir Barry White et White.
Barry White, né le 1er juin 1947, est un ancien joueur de basket-ball américain naturalisé français. Il joue au poste d'ailier et mesure 2,01 m.
Il figure sur la couverture du no 37 de février 1975 de Basket Magazine (groupe L'Equipe) comme membre d'un carré de rois du basket français, sur la carte du roi de trèfle, aux côtés de King, Cachemire et Gilles.
Il est, après sa carrière de basketteur, juge officiel du Guinness World Records, spécialement lors de l'émission de France 3, L'Été de tous les records, de 2003 à 2005, animée par Pierre Sled.

## Biographie
Il est sélectionné dans l’équipe de France qui participe aux championnats d'Europe organisés en septembre 1977 en Belgique ; il marque un total de 48 points durant les sept matchs disputés par les tricolores, dont 10 lors du match contre les soviétiques perdu 104 à 88 [1].

## Clubs
- 1970-1971 :  JA Vichy (Nationale 1)
- 1972-1973 :  JA Vichy (Nationale 1)
- 1973-1978 :  Challans (Nationale 1)
- 1978-1980 :  Mulhouse (Nationale 1)
- 1980-1981 :  ASPO Tours (Nationale 1)

## Équipe nationale
- 43 sélections en équipe de France